# Carlos Coloma
Carlos Coloma Nicolás (Logroño, 28 settembre 1981) è un mountain biker spagnolo.

## Palmarès

### Olimpiadi
- 1 medaglia:
  - 1 bronzo (Rio de Janeiro 2016 nel Cross-country)